# Doença residual mínima
O termo doença residual mínima ou doença residual mensurável (DRM), em oncologia, corresponde à detecção de células neoplásicas durante ou após o tratamento de determinada doença, detectadas por métodos mais sensíveis que as técnicas morfológicas (mielograma e biópsia de medula óssea).
A presença de DRM positiva é um dos fatores prognósticos mais importantes no acompanhamento de pacientes com neoplasias hematológicas, uma vez que reflete a presença de fatores biológicos adversos (alterações citogenéticas e moleculares), fatores sociais (demora no diagnóstico e tratamento, falta de medicações) e adesão do paciente ao tratamento.
Este número (ou percentual) possui relevância pois sabe-se que pacientes com níveis elevados de DRM possuem maior chance de recaída da doença. Na leucemia linfoblástica aguda (LLA), a pesquisa de DRM é muito importante para um tratamento personalizado e os protocolos quimioterápicos estão adequados para dar uma menor dose de quimioterapia para os pacientes que atingiram DRM negativa após indução e consolidação, diminuindo os efeitos colaterais ou dar uma maior dose de quimioterapia para os pacientes com DRM positivo, melhorando as chances de resposta.
Vários estudos de DRM estão sendo conduzidos em outros tipos de neoplasias, como mieloma múltiplo, leucemia mieloide aguda e leucemia linfocítica crônica, numa tentativa de replicar os protocolos de tratamento baseados em DRM na LLA.
Existem várias formas de detecção da DRM, que involvem análises sofisticadas do DNA, RNA, cromossomos e/ou imunofenótipos das células tumorais. O método utilizado depende da doença em questão.